# Ben Berend
Ben Berend (* 29. Juni 1995 in Steamboat Springs, Colorado) ist ein US-amerikanischer Nordischer Kombinierer.

## Werdegang
Ben Berend startet für den Steamboat Springs Winter Sports Club. Er begann seine internationale Karriere im Januar 2012 im Rahmen zweier FIS-Rennen im Canada Olympic Park, die er mit den Plätzen fünf und vier abschloss. Am 14. und 15. Dezember 2012 debütierte Berend in Soldier Hollow, Utah im Continental Cup, wo er die Plätze 37 und 50 belegte. Seitdem startet er regelmäßig im Continental Cup, wobei sein bisher bestes Ergebnis ein sechster Platz in Soldier Hollow im Dezember 2015 war.
Am 3. und 4. Januar 2014 startete Berend schließlich in Schonach im Schwarzwald zum ersten Mal im Weltcup der Nordischen Kombination und erreichte dort mit dem US-amerikanischen Team den siebten Rang sowie im darauffolgenden Einzelwettbewerb Platz 41. Seitdem folgen regelmäßige Starts im Weltcup; bis heute (Stand März 2017) erreichte Berend jedoch noch keine Top-30-Platzierung.
Bei den Nordischen Skiweltmeisterschaften 2017 in Lahti erreichte Berend zusammen mit Bryan Fletcher, Taylor Fletcher und Ben Loomis im Mannschaftswettbewerb den achten Platz. In den beiden Einzelwettbewerben von Normal- und Großschanze belegte er die Plätze 41 und 40.